# Gavriil Ivanovič Golovkin
Il conte Gavriil Ivanovič Golovkin (1660 – Mosca, 20 gennaio 1734) è stato un politico russo.

## Biografia
Apparteneva ad una famiglia aristocratica russa. Dopo le nozze tra Alessio I e Natal'ja Kirillovna Naryškina, venne chiamato a corte come un lontano cugino della nuova regina.

## Carriera
Nel 1677, come era uso, entrò a far parte della corte dello zarevic Pietro, dalla cui madre fu incaricato di vegliare su Pietro durante la reggenza della granduchessa Sofia. Golovkin accompagnò il giovane granduca ereditario nel suo primo giro d'ispezione nelle terre russe, divenendo uno dei più fedeli cortigiani dello zar; inoltre accompagnò Pietro in Olanda Settentrionale a Zaandam, dove ebbe l'idea di integrare i polder olandesi in Russia per arginare le piene del Volga, progetto però respinto dallo zar.
Considerato uno dei più promettenti statisti russi, successe al conte Fëdor Alekseevič Golovin alla guida del ministero degli affari esteri, e appoggiò una politica anti-svedese atta ad indebolire la Svezia ma anche a reprimere ogni resistenza polacca, e dopo la vittoriosa battaglia di Poltava nel 1709, il conte Golovkin fu nominato gran cancelliere di Russia.
Durante il regno di Caterina I mantenne indenne la sua grande influenza politica, e dopo essere stato ambasciatore in Spagna, fu membro del Supremo Consiglio di Stato. Sostenne l'ascesa di Pietro II al trono russo e fu per qualche tempo incarcerato con lui. Venne riabilitato durante il regno di Anna, che appoggiò contro i filo-autocratici Vasilij Lukič Dolgorukov, che era stato suo alleato in favore di Pietro II, e Golicyn, dicendosi sostenitore della monarchia pseudocostituzionale, e impose una semplice costituzione, poi abrogata, che limitava il potere della nobiltà e dello zar stesso. Fu poi membro del primo gabinetto di Andrej Ivanovič Osterman ma poi perse ogni influenza politica cadendo in disgrazia con lo scandalo Lopuchina.

## Matrimonio
Sposò Domna Andreevna Divova. Ebbero sei figli:
- Ivan Gavrilovič;
- Natal'ja Gavrilovna (1689-1726), sposò il principe Ivan Fedorovič Barjatinskij;
- Aleksandr Gavrilovič (?-1760);
- Michail Gavrilovič (1699-1754);
- Anna Gavrilovna (?-1751), sposò Pavel Ivanovič Yaguzhinskij;
- Anastasia Gavrilovna (?-1735), sposò Nikita Jur'evič Trubeckoj.